# Otago Daily Times
Otago Daily Times – nowozelandzki dziennik. Został założony w 1861 roku jako pierwsza nowozelandzka gazeta codzienna.
Nakład pisma wynosi ok. 30 tys. egzemplarzy.